# Tosana
Tosana là một chi cá biển thuộc họ Cá mú. Chi này được lập ra bởi Hugh McCormick Smith và Thomas E. B. Pope vào năm 1906.

## Từ nguyên
Tên gọi của chi, tosana, bắt nguồn từ Tosa, tên gọi thời phong kiến của tỉnh Kōchi (Nhật Bản), là nơi mà mẫu định danh của T. niwae được thu thập (ngoài khơi vịnh Urado).

## Phân loại học
Tosana ban đầu là một chi đơn loài chỉ bao gồm T. niwae, sau đó vào năm 2021 đã bổ sung thêm hai loài mới là T. dampieriensis và T. longipinnis.

## Phát sinh chủng loài
Nghiên cứu của Gill et al. (2021) cho thấy 3 loài Tosana tạo thành nhóm có quan hệ chị-em với nhánh chứa Pseudanthias paralourgus, P. elongatus và loài điển hình của chi Pseudanthias là P. pleurotaenia. Phân tích phát sinh chủng loài sơ bộ của các tác giả gợi ý rằng Pseudanthias cũng bao gồm cả Nemanthias, Luzonichthys, Tosanoides, Odontanthias và Serranocirrhitus.

## Các loài
Tính đến hiện tại, có 3 loài được công nhận là hợp lệ trong chi Tosana, là:
- Tosana niwae Smith & Pope, 1906
- Tosana dampieriensis Gill, Pogonoski, Johnson & Tea, 2021[4]
- Tosana longipinnis Gill, Pogonoski, Johnson & Tea, 2021[4]